# Nicole Conn
Pour les articles homonymes, voir Conn.
Nicole Conn, née le 29 octobre 1959 à Mesa en Arizona, est une réalisatrice, productrice, scénariste et monteuse américaine.

## Biographie
Nicole Conn a été en couple avec la réalisatrice Marina Rice Bader,.

## Filmographie
- 1992 : Claire of the Moon
- 1992 : Moments
- 1996 : Cynara: Poetry in Motion
- 2005 : Little man (en)
- 2010 : Elena Undone
- 2012 : A Perfect Ending
- 2014 : Jen Foster: She (court métrage)
- 2015 : Nesting Doll
- 2019 : More Beautiful for Having Been Broken